# Sara Zambotti
Sara Zambotti (Milano, 26 febbraio 1977) è una conduttrice radiofonica italiana, una degli autori e conduttori di Caterpillar.

## Biografia
Figlia di un'insegnante di francese e di Giorgio Zambotti, docente di fisica presso l'Università degli Studi di Pavia, città nella quale ha trascorso la sua vita fino al raggiungimento della maggiore età. Ha un fratello maggiore che insegna alla Sorbona a Parigi.
Laureata in antropologia nel 2003 presso l'Università degli Studi di Firenze, ha ottenuto un secondo titolo accademico in sociologia all'Università degli Studi di Milano-Bicocca nel 2009.
Nel 2003 è entrata in Rai divenendo autrice radiofonica e dal 2014 è passata alla conduzione, con Massimo Cirri, del programma radiofonico di Rai Radio 2 Caterpillar venendo assunta stabilmente nel 2015. Docente a contratto dal 2009 all'Università degli Studi di Milano, dal 2020 insegna teoria e tecniche di comunicazione radiotelevisive.
Nel 2012 partecipa al programma televisivo Se stasera sono qui di LA7, condotto da Teresa Mannino, in qualità di antropologa.

## Premi e riconoscimenti
Nel 2016 con Massimo Cirri ha ricevuto il Premio Nazionale Cultura della Pace per la conduzione del programma Caterpillar.

## Pubblicazioni
- Antropologia e media, tecnologie, etnografie e critica culturale con Monica Fagioli, Como, Ibis Edizioni, 2005 ISBN 88-7164-182-5
- La scuola sintonizzata: pratiche di ascolto e immaginario tecnologico nei programmi dell'Ente Radio Rurale, Trauben, 2007
- Mio cuggino. Il fascino senza tempo delle leggende metropolitane con Paolo Maggioni, Italica Edizioni, 2013 ISBN 978-88-98133-03-1